# Cucut ploraner
El cucut ploraner (Cacomantis merulinus) és una espècie d'ocell de la família dels cucúlids (Cuculidae) que habita en boscos, matolls i conreus de Nepal, Bangladesh, nord-est de l'Índia, sud de la Xina, Sud-est Asiàtic, Sumatra, Borneo, Java, Sulawesi i Filipines.